# Leitender Regierungsdirektor
Leitender Regierungsdirektor (LRD, LRDir) ist in Deutschland eine Amtsbezeichnung für ein Amt eines Beamten in der Laufbahngruppe des höheren Dienstes in der Bundes- oder Landesverwaltung im dritten Beförderungsamt. Sie setzt sich zusammen aus der Grundamtsbezeichnung Leitender Direktor und dem Zusatz „Regierungs-“. Im höheren technischen Verwaltungsdienst des Bundes lautet die Amtsbezeichnung Leitender Technischer Regierungsdirektor (LTRD oder LTRDir).

## Besoldung
Das Amt eines leitenden Regierungsdirektors ist als sog. Spitzenamt in Besoldungsgruppe A 16 der Bundesbesoldungsordnung des Bundesbesoldungsgesetzes eingruppiert. Die Besoldungsgruppe A 16 ist also innerhalb der Besoldungsordnung A das höchste Amt. Von der Eingruppierung entspricht das Amt den Dienstgraden Oberst oder Kapitän zur See der Bundeswehr bzw. Oberstarzt/Flottenarzt etc.

## Ausbildung
Die Angehörigen des höheren nichttechnischen Verwaltungsdienstes haben oft ein rechtswissenschaftliches Studium an einer Universität mit der Erste Prüfung absolviert und einen anschließenden Vorbereitungsdienst (Rechtsreferendariat) mit der Zweiten Staatsprüfung erfolgreich abgeschlossen und besitzen somit die Befähigung zum Richteramt oder haben ein anderes für diese Laufbahn befähigendes Universitätsstudium mit einem Master abgeschlossen und einen entsprechenden fachspezifischen Vorbereitungsdienst (Referendariat) absolviert.

## Dienststellung in einer Behörde
Leitende Regierungsdirektoren sind in großen Behörden zumeist als Dezernats- oder Gruppenleiter tätig und leiten somit eine aus mehreren Referaten bestehende (Referats-)Gruppe, ähnlich den Unterabteilungen der Ministerien. In kleineren Dienststellen können sie als Behördenleiter oder Amtsleiter fungieren.

## Beförderungsämter
Beförderungsämter sind Dienstposten in der Besoldungsordnung B (z. B. Abteilungsdirektor (B2/3), (Leitender) Ministerialrat (B2-B4), Ministerialdirigent (B5-B7), Ministerialdirektor (B9), Präsident einer Behörde (B2-B10) usw.).